# Cargnelutti
Cargneluti is een Italiaans historisch merk van inbouwmotoren en/of motorfietsen.
Dit Italiaanse merk presenteerde in 1926 op de salon in Milaan een 125cc-viertaktmotor. Bijzonder eraan was dat de motor een veranderende slag had waardoor de zuiger tijdens de inlaatslag sneller naar beneden ging dan tijdens de arbeidsslag.
Het is niet bekend of de motor als inbouwmotor was bedoeld of dat Cargneluti ook complete motorfietsen leverde.